# Trionymus yaelae
Trionymus yaelae är en insektsart som beskrevs av Bodenheimer 1943. Trionymus yaelae ingår i släktet Trionymus och familjen ullsköldlöss.
Artens utbredningsområde är Irak. Inga underarter finns listade i Catalogue of Life.